# 克拉弗靈島
74°16′N 21°00′W / 74.267°N 21.000°W
克拉弗靈島（丹麥語：Clavering Ø）是格陵蘭東部的島嶼，位於格陵蘭海，長58公里、寬40公里，面積1,535平方公里，是格陵蘭第七大島嶼，最高點海拔高度1,604米，島上無人居住。